# Central Bridge (New York)
Central Bridge est une census-designated place du comté de Schoharie, dans l'État de New York, aux États-Unis,. En 2020, elle compte une population de 740 habitants.